# جان کمانتا
جان کمانتا (انگلیسی: Jan Kmenta; ۳ ژانویهٔ ۱۹۲۸ – ۲۴ ژوئیهٔ ۲۰۱۶) اقتصاددان اهل ایالات متحده آمریکا بود.
وی همچنین برندهٔ جوایزی همچون برنامه فولبرایت شده‌است.